# Siena
Siena – miasto i gmina we Włoszech, w Toskanii, w prowincji Siena. Ważne centrum turystyczne. Według danych na 30 czerwca 2016 gminę zamieszkiwały 53 853 osoby.

## Historia
Według legendy Sienę założyli synowie Remusa – Senio i Aschio, którzy uciekając przed Romulusem schronili się w górach i wznieśli zamek Senio. Herbem miasta stało się godło ich rodu – wilczyca karmiąca Romulusa i Remusa, a barwami balzany – miejskiego sztandaru były biel i czerń.
Historycznie Siena była etruskim osiedlem i małym miasteczkiem w okresie antycznym. Około V wieku w Sienie znajdowała się siedziba biskupstwa. Dogodne położenie miasta przy szlakach handlowych i miejscowy przemysł włókienniczy stały się podstawą przyszłego bogactwa mieszczan oraz arystokracji longobardzkiej i frankońskiej. W XII i XIII wieku Siena zaliczała się do najbogatszych miast Europy. Do dzisiejszego dnia istnieje w Sienie najstarszy europejski bank Monte Paschi di Siena. Bankierzy ze Sieny udzielali pożyczek prawie w całej ówczesnej Europie, a do największych rodów finansowych należeli: Buonsignori, którzy założyli spółkę Grande Tavola, Piccolomini, Salimbeni. Miastem rządziła rada, consiglio, która co roku wybierała członków rządu – Signorii i podestę – najwyższego urzędnika miejskiego.
W XII wieku w sporze między gwelfami a gibelinami Siena opowiedziała się po stronie cesarza. Między innymi ten wybór był przyczyną ciągłych konfliktów z Florencją. W 1348 miasto dotknęła zaraza zabijając 2/3 mieszkańców (ok. 100 000 osób), co zapoczątkowało gospodarczy upadek miasta. Zdobyta ostatecznie w 1473 roku przez Lorenza de’ Medici, który wcielił miasto w powstającą Wielką Republikę Florencji. W kolejnych wiekach Siena pozostawała w cieniu Florencji, liczba ludności malała aż do okresu po zakończeniu II wojny światowej. W 1966 Siena jako pierwsze miasto w Europie wprowadziła zakaz ruchu samochodowego w centrum miasta.

## Zabytki i atrakcje turystyczne
W Sienie została zachowana w pełni antyczna struktura miasta. Do najwspanialszych zabytków należy katedra z XII wieku (Duomo), której główna fasada została ukończona w 1380 roku. W skład kompleksu wchodzą baptysterium i kampanila. W środku znajduje się oktagonalna ambona autorstwa Nicola Pisano oraz płaskorzeźby które wykonali Donatello, Ghiberti, Jacopo della Quercia i inni XV-wieczni rzeźbiarze. Inne zabytki: główny rynek Piazza del Campo z Palazzo Pubblico i Torre del Mangia oraz ratusz. Zabytkowe centrum Sieny zostało w 1995 roku wpisane na listę światowego dziedzictwa kulturalnego UNESCO.
Muzea:
- Museo dell'Opera Metropolitana del Duomo
- Museo Civico
- Pinacoteca Nazionale

Na przełomie XIII i XIV wieku powstała ważna szkoła malarska zwana sieneńską. Jeden ze starszych uniwersytetów na świecie 1240. Ze Sieny pochodził Jacopo della Quercia. W Sienie żyła i działała święta Katarzyna.
Dwa razy do roku w Sienie odbywa się wyścig konny Palio di Siena, który jest jedną z ważniejszych atrakcji turystycznych miasta.
Na terenie Sieny (od podziemi miasta po dachy jego domów) rozgrywa się jedna z pierwszych sekwencji filmu o przygodach Jamesa Bonda pt. Quantum of Solace, w której bohater ściga zdrajcę, który przeniknął do MI6.

## Miasta partnerskie
- L’Aquila
- Awinion
- Weimar
- Wetzlar

## Urodzeni w mieście
- Katarzyna Sieneńska – włoska tercjarka dominikańska, patronka miasta
- Aleksander III – papież
- Aleksander VII – papież
- Pius III – papież
- Gianna Nannini – włoska piosenkarka rockowa
- Costantino Patrizi Naro – włoski duchowny, kardynał
- Faust Socyn – włoski reformator religijny, duchowy przywódca Braci Polskich